# Pedicularis tachanensis
Pedicularis tachanensis är en snyltrotsväxtart som beskrevs av Gustave Henri Bonati.
Pedicularis tachanensis ingår i släktet spiror och familjen snyltrotsväxter. Inga underarter finns listade i Catalogue of Life.